# Robert Angus Smith
Robert Angus Smith (ur. 15 lutego 1817 w Pollokshaws, Glasgow, zm. 12 maja 1884) – szkocki chemik, pionier w dziedzinie chemii środowiska, najbardziej znany jako odkrywca zjawiska kwaśnego deszczu, pierwszy Alkali Acts Inspector (1862), autor książki Air and Rain: the Beginnings of a Chemical Climatology (1872).

## Życiorys
Urodził się w Pollokshaws (Glasgow). Studia rozpoczął na Uniwersytecie w Glasgow, przygotowując się do posługi w Kościele Szkocji (ang. Church of Scotland). Studiów tych jednak nie ukończył – rozpoczął pracę guwernera. W 1839 roku – wraz z rodziną, u której pracował – wyjechał do Gießen. W Niemczech studiował chemię u Justusa von Liebiga. W 1841 roku uzyskał stopień doktora, po czym wrócił do Anglii. Pracował początkowo w Manchesterze – pierwszym na świecie mieście przemysłowym – w laboratorium chemicznym Lyona Playfaira w Royal Manchester Institution (RMI). Zainteresował się wpływem przemysłu na środowisko. Od roku 1845 prowadził własną pracownię analiz chemicznych. Wykonał liczne analizy wody deszczowej na Wyspach Brytyjskich. Opisał trzy grupy zanieczyszczeń powietrza – charakterystyczne dla:
- pól i innych terenów otwartych – węglany i amoniak,
- przedmieść – siarczan amonu,
- miast – wodorosiarczany i kwas siarkowy.

Największe zakwaszenie deszczu stwierdził w Glasgow (Szkocja), gdzie zarejestrował rekordową wartość 109,16 grana SO3 na galon (ok. 1,5 g/l, wartość średnia z wyników analiz kilku próbek).
Zaobserwował korelację między stopniem zanieczyszczenia powietrza nad Londynem i zakwaszeniem wody deszczowej w jego okolicy. W roku 1852 użył po raz pierwszy określenia „acid rain” (kwaśny deszcz), a w roku 1872 opublikował książkę Air and rain. The beginnings of a chemical climatology, przełomową w dziedzinie chemii opadów atmosferycznych.
Po wprowadzeniu ustawy „Alkali Act 1863” został powołany na stanowisko pierwszego Chief Inspector of the Alkali Inspectorate, które zajmował do śmierci. Zmarł 12 maja 1884 roku. Został pochowany na cmentarzu kościoła św. Pawła na Kersal Moor (City of Salford).
Po jego śmierci zbiór 4 tys. książek został przekazany do biblioteki Owens College w Manchesterze (obecnie znajduje się w John Rylands University Library).

## Najważniejsze publikacje
Spośród licznych publikacji R.A. Smitha najbardziej znane są:
- Discovery of lithographic limestone in India (1836)
- On sewage and sewage rivers (1855)
- Memoir of John Dalton and history of the atomic theory up to his time (6 wydań między 1856 a 2005, dostępne w zbiorach 71 bibliotek świata)
- Report on the air of mines and confined places; appendix to the report of the Royal Mines Commission (1864)
- Address to Literary & Philosophical Society, 12 November 1867 (1867)
- Disinfectants and disinfection (5 wydań w 1869)
- Air and rain. The beginnings of a chemical climatology (11 wydań między 1872 a 2007, dostępna w zbiorach 164 bibliotek świata)
- Descriptive list of antiquities near Loch Etive, Argyllshire, consisting of vitrified forts, cairns, circles, crannogs, etc. (1872)
- To Iceland in a yacht (3 wydania w 1873)
- On some ruins at Ellida Vatn and Kjalarnes in Iceland (1874)
- Chemical and physical researches by Thomas Graham (4 wydania w 1876, dostępne w zbiorach 132 bibliotek świata)
- A visit to St. Kilda in "The Nyanza" (1879)
- Rivers pollution prevention act, 1876. Report to the Local Government Board by Great Britain (1882)
- Loch Etive and the sons of Uisnach (8 wydań między 1879 a 1885, dostępna w zbiorach 64 bibliotek świata)
- A centenary of science in Manchester (3 wydania w 1883)
- The life and works of Thomas Graham, D.C.L., F.B.S. Illustrated by 64 unpublished letters (1884, 2004)
- The life and works of Thomas Graham illustrated by 64 unpublished letters (1884)
- Second report to the Local Government Board by Great Britain (1884)